# Al McKibbon
Al McKibbon (Chicago, 1 januari 1919 – aldaar, 29 juli 2005) was een Amerikaanse contrabassist in de jazz. Hij speelde in de bop, hard bop en Latin jazz.

## Biografie
McKibbon was de zoon van een predikant die tuba en gitaar speelde. Hij groeide op in Detroit waar hij bas en piano leerde spelen. Hij speelde met onder andere Kelly Martin en een voormalige saxofonist van Jimmie Lunceford, Ted Bruckner. Hij toerde met Lucky Millinder (1943-1944) en kwam zo terecht in New York. Hij maakte hier zijn eerste opnames, met Millinder. Hij was lid van het combo van Tab Smith en baste bij Coleman Hawkins, waar hij voor het eerst samenspeelde met Thelonious Monk. Met Monk zou hij later in Minton's Playhouse spelen. Hij verving Ray Brown in de groep van Dizzy Gillespie's band en speelde daar tot 1950. Hij werkte er onder meer met de Cubaanse percussionist Chano Pozo en samen waren ze medeverantwoordelijk voor het Afro-Cubaanse geluid van Gillespie's band. Hij speelde mee op de opnames van 'Birth of the Cool' van Miles Davis, speelde bij Earl Hines en Count Basie en was daarna jarenlang bassist bij George Shearing (1951-1958). De pianist was in de tijd eveneens geïnteresseerd in Afro-Cubaanse muziek. Daarna werkte hij tot het begin van de jaren zestig bij Cal Tjader, waarmee hij ook Latin jazz-platen opnam. In de jaren vijftig speelde hij mee op opnames van onder andere Milt Jackson, Thelonious Monk, Stan Getz, Herbie Nichols en Mongo Santamaria. Vanaf het eind van de jaren vijftig werkte hij in Los Angeles jarenlang als een gewaardeerde sessiemuzikant. Ook was hij op het concertpodium te vinden, als begeleider van bijvoorbeeld Sammy Davis jr. Begin jaren zeventig toerde hij met de Giants of Jazz, een supergroep met onder andere Art Blakey, Monk en Gillespie. McKibbon trad op tot 2004. Pas in 1999 nam hij, tachtig jaar oud, zijn eerste album onder eigen naam op, Tumbao Para Los Congueros De Mi Vida (Blue Lady Records). Deze plaat werd genomineerd voor een Grammy in de categorie 'Best Latin Jazz Performance'. McKibbon's tweede album, Black Orchid (Nine Yards Music) kwam uit in 2004.
McKibbon schreef het nawoord van Raul Fernandez' boek Latin Jazz, een uitgave van het Smithsonian Institution in een serie over jazz.

## Discografie (selectie)

### Als sideman
Met Nat Adderley
- To the Ivy League from Nat (1956)

Met Robert Stewart (saxofonist)
- The Movement (Exodus, 2002)

Met Lorez Alexandria
- Alexandria the Great (Impulse!, 1964)
- More of the Great Lorez Alexandria (Impulse!, 1964)

Met Sonny Criss
- Sonny's Dream (Birth of the New Cool) (Prestige, 1968)

Met Victor Feldman
- Latinsville! (Contemporary, 1960)

Met Dizzy Gillespie
- The Complete RCA Victor Recordings (Bluebird, 1937-1949, [1995])
- Carter, Gillespie Inc. (Pablo, 1976) met Bennie Carter

Met Coleman Hawkins
- The Coleman Hawkins, Roy Eldridge, Pete Brown, Jo Jones All Stars at Newport (Verve, 1957)

Met Johnny Hodges
- Castle Rock (Norgran, 1951 [1955])

Met The Jazz Crusaders
- Chile Con Soul (Pacific Jazz, 1965)

Met Charles Kynard en Buddy Collette
- Warm Winds (World Pacific, 1964)

Met Thelonious Monk
- Genius of Modern Music: Volume 2 (1955)
- The Giants of Jazz (Atlantic) met Art Blakey, Dizzy Gillespie, Sonny Stitt en Kai Winding

Met Randy Newman
- 12 Songs (1970)

Met The Night Blooming Jazzmen
- The Night Blooming Jazzmen (1971)

Met Herbie Nichols
- The Prophetic Herbie Nichols Vol. 1 (1955)
- The Prophetic Herbie Nichols Vol. 2 (1955)
- Herbie Nichols Trio (1956)

Met Shuggie Otis
- "Here Comes Shuggie Otis" (1969)

Met George Shearing
- Latin Escapade (1956)
- On the Sunny Side of the Strip (1960)

Met George Shearing en Dakota Staton
- In the Night (1958)

Met Billy Taylor
- Piano Panorama (Atlantic, 1952)

Met Jack Wilson
- The Jack Wilson Quartet featuring Roy Ayers (Atlantic, 1963)

- Bibliothèque nationale de France: cb138973230 (data)
- Gemeinsame Normdatei: 134689763
- International Standard Name Identifier: 0000 0000 5514 4803
- Library of Congress Control Number: n84132594
- MusicBrainz: 6d7dfa8c-cc5e-4bdb-bb48-99f6e5cb1e97
- Nationale Bibliotheek van Tsjechië: xx0083110
- Istituto Centrale per il Catalogo Unico: TO0V626424
- SNAC: w60v8k83
- Système universitaire de documentation: 088834867
- Virtual International Authority File: 9015149296257880670009